# 线梗胡椒
线梗胡椒（学名：Piper pleiocarpum）为胡椒科胡椒属的植物，是中国的特有植物。分布于中国大陆的云南等地，生长于海拔2,100米至2,700米的地区，多生长于密林下或树上，目前尚未由人工引种栽培。